# Império do Espírito Santo da Beira Beira-Mar
O Império do Espírito Santo da Beira Beira-Mar é um Império do Espírito Santo português que se localiza na aldeia da Vitória, concelho de Santa Cruz da Graciosa, ilha Graciosa, arquipélago dos Açores.
Este império tem como data de construção o ano de 1918.